# Erreichbare Kategorie
Eine erreichbare Kategorie ist im mathematischen Teilgebiet der Kategorientheorie eine Kategorie, die eine gewisse mengentheoretische Kleinheitsbedingung erfüllt.

## Definition
Sei {\displaystyle \kappa } eine unendliche reguläre Kardinalzahl.
Eine Kategorie {\displaystyle {\mathcal {C}}} heißt {\displaystyle \kappa }-erreichbar, falls die folgenden beiden Bedingungen erfüllt sind:
- {\displaystyle {\mathcal {C}}} hat alle {\displaystyle \kappa }-filtrierten Kolimiten.
- {\displaystyle {\mathcal {C}}} enthält eine Menge {\displaystyle P} {\displaystyle \kappa }-präsentierbarer Objekte, sodass jedes Objekt von {\displaystyle {\mathcal {C}}} ein {\displaystyle \kappa }-filtrierter Kolimes von Objekten aus {\displaystyle P} ist.

{\displaystyle {\mathcal {C}}} heißt erreichbar, falls eine unendliche reguläre Kardinalzahl {\displaystyle \kappa } existiert, sodass {\displaystyle {\mathcal {C}}} {\displaystyle \kappa }-erreichbar ist.